# Basilea Amoah-Tetteh
Basilea Amoah-Tetteh (auch: Basilea Amoa-Tetteh; * 7. März 1984) ist eine ehemalige ghanaische Fußballspielerin.

## Karriere
Amoah-Tetteh kam während ihrer Vereinskarriere für das Chicagoer Robert Morris College (2002–2006) zum Einsatz.
In der Qualifikation zur Afrikameisterschaft 2002 erzielte Amoah-Tetteh beim 3:0-Erfolg gegen den Senegal zwei Treffer. Die 163 cm große Angreiferin nahm mit den Black Queens im folgenden Jahr an der Weltmeisterschaft in den Vereinigten Staaten teil, wo sie jedoch nicht eingesetzt wurde.